# Благоя Попоски
Благоя Димев Попоски (на македонска литературна норма: Благоја Димев Попоски) е югославски партизанин, деец на комунистическата съпротива във Вардарска Македония и югославски дипломат.

## Биография
Роден е през 1917 г. в град Прилеп в семейството на Диме Попоски. Баща му е завършил Философски факултет и е бил секретар на градската организация на ВМРО. Дядо му Аце е бил свещеник в Никодин. След като завършва основно образование започва да учи право в Белград. Там е сред създателите на МАНАПО през 1936 г. През 1938 г. става делегат на ЮКП за Прилеп по време на нелегалното събрание в Катланово. След това се прибира в Белград, където с брат си Никола Попоски се изявява като книжар. След немското настъпление в Югославия заедно с брат си действа в района на Никодин, Кърстец и Топлица. Участва в разхвърлянето на позиви в родния си град. Арестувани са от българската полиция, но освободени след това поради липса на доказателства. Заедно с брат си участва в създаването на Прилепския партизански отряд „Гоце Делчев“ на 11 октомври 1941 г., както и в нападението на полицейския участък в Прилеп. В нападението участват още Аспарух Йосифовски, Душко Наумовски, Милан Димоски и Драган Спиркоски.
На 25 ноември 1941 г. е осъден задочно на 15 години затвор от битолски военен съд. На следващата година е арестуван и осъден от скопския военен съд на доживотен затвор. След 9 септември 1944 г. и края на българското управление в Македония, Поморавието и Западна Тракия Попоски става прокурор. На 19 ноември 1946 г. като такъв произнася обвинението срещу Методи Андонов - Ченто. След това работи в съдебната система на Социалистическа република Македония. По-късно работи в министерството на външните работи на Югославия. Бил е дипломат към дипломатическите представителства в САЩ, Индонезия, Турция и Кипър. Умира през 1980 г.